# Преч (Эльба)
Преч (нем. Pretzsch) — до 30 июня 2009 года город в Германии, в земле Саксония-Анхальт. В настоящее время — район города Бад-Шмидеберга.
Входит в состав района Виттенберг. Подчиняется управлению Куррегион Эльбе-Хайделанд. Население составляет 1603 человека (на 31 декабря 2006 года). Занимает площадь 20,92 км².

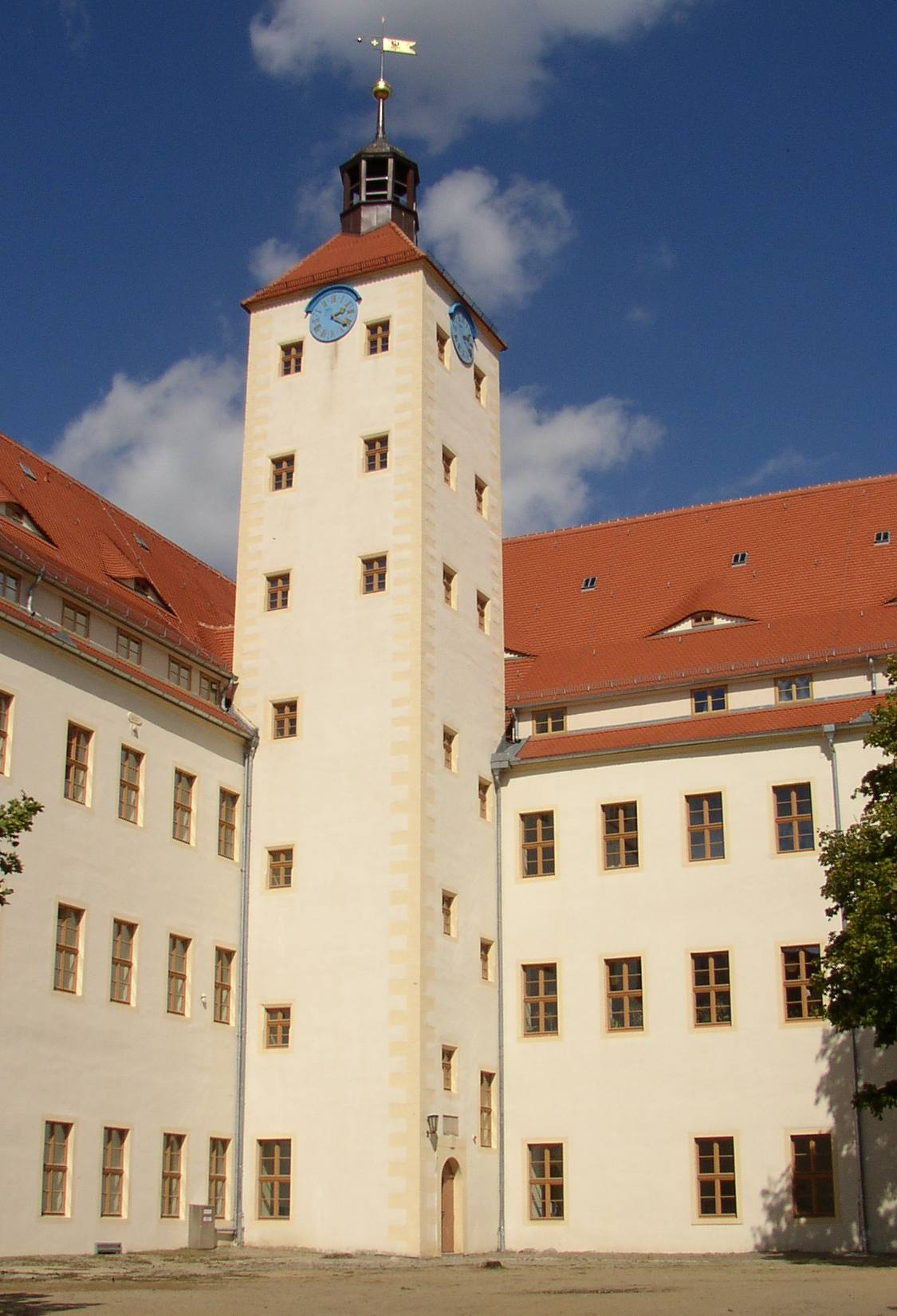
Замок

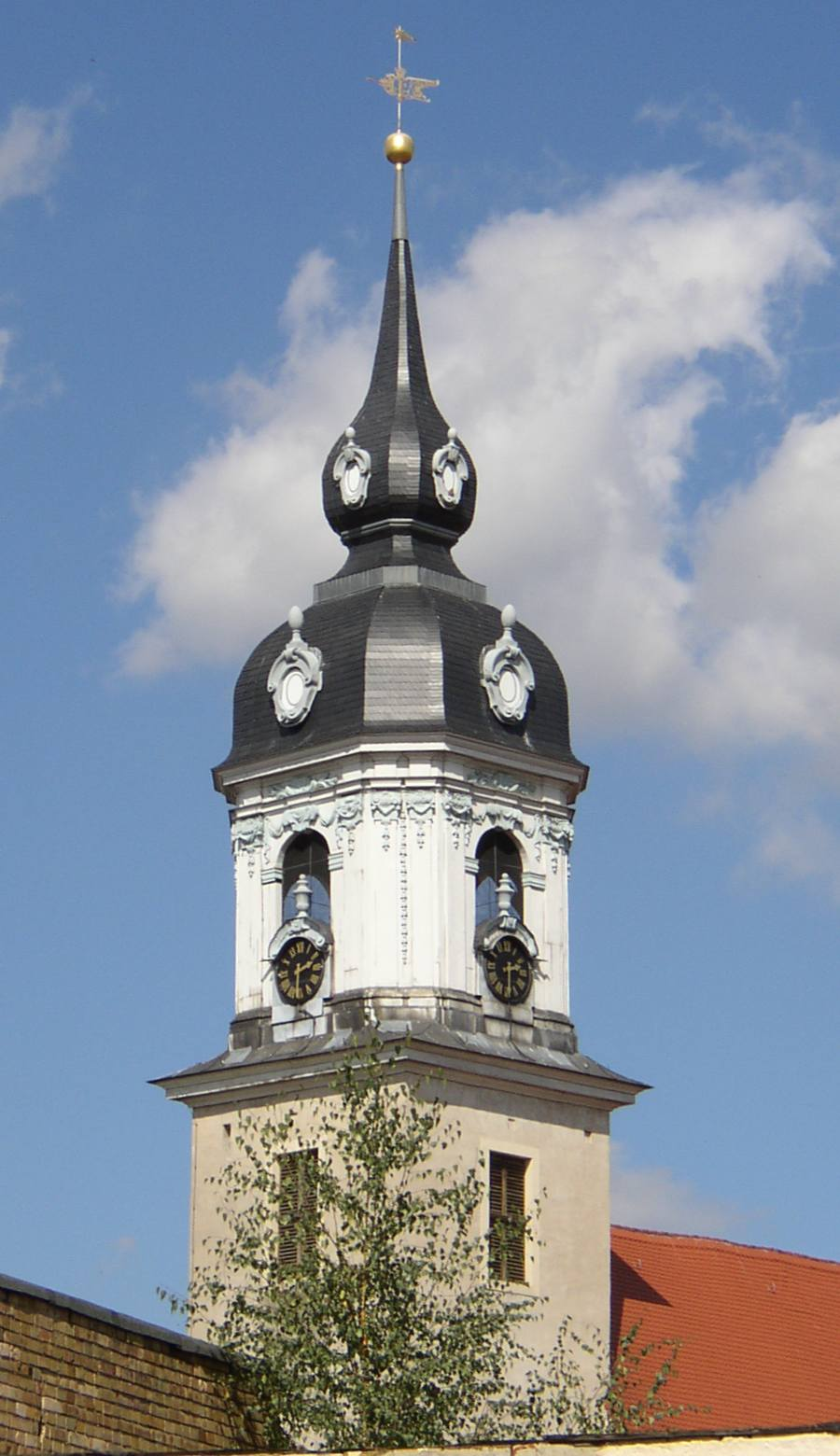
Преч (Эльба)